# Pulske nekropole
Pulske nekropole su antičke nekropole koje su u Puli otkrivene na nekoliko arheoloških nalazišta.
U antičkoj Istri pokapanje pokojnika radilo se na dva načina: incineracijom (pokapanjem pepela pokojnika) i inhumacijom (pokapanjem tijela pokojnika). Bez obzira na način pokapanja zamjetno je da je status određivao i lokaciju pokopa. Bogati sloj pokapao se na atraktivnijim lokacijama, srednji sloj na malo manje atraktivnim dok su "obični smrtnici" pokapani najjednostavnije, a upravo su njihovi grobovi bili najčešći, te su tvorile čitave nekropole koje su pronađene u nizu mjesta u Istri (uz Pulu, u Medulinu, Nezakciju, Kringi, Katoru, Červaru ...). Uz ostatke pokojnika grobovi su obično sadržavali niz predmeta čija je uloga bila  "veza s ovim svijetom", ali i lakše snalaženje na "onom".
U Puli su tijekom arheoloških iskapanja otkrivene sljedeće antičke nekropole:
Nekropola na Marsovom polju: poput mnogih, otkrivena je slučajno, prilikom gradnje gradskog kolektora, pa nakon toga zgrade banke, robne kuće i nove zgrade policije. Dakle prvi je put otkrivena 1977. godine da bi daljnjim radovima svaki put bio otkriven novi niz grobova. Na ovoj je lokaciji nađeno niz predmeta koji svjedoče o tadašnjem životu, ali i pokojniku (nakit, koštani predmeti, uljanice, stakleni predmeti).
Nekropola u Koparskoj ulici: nekropola je otkrivena u blizini amfiteatra. Između ostaloga otkriven je grob gladijatora za kojeg se pretpostavlja da je umro u borbi. U grobu je opet nađeno niz predmeta, od keramičkih tanjura, uljanica do strigila (kako bi lakše uzmicali neprijatelju u borbi gladijatori su tijelo mazali uljem, a nakon borbe pomoću strigila čistili su tijelo od ulja i prašine). Treća se nekropola nalazila u Arsenalskoj ulici (bivši Bulevar Borisa Kidriča).
Najbogatiji su grobovi otkriveni na centralnoj nekropoli (u blizini Slavoluka Sergijevaca, Dvojnih vrata, Katedrale). Kod Dvojnih vrata uglavnom su pokapani bogati obrtnici i trgovci, kod Slavoluka Sergijevaca administrativno osoblje i vojnici. 
Pažljivim iskapanjem i uz mnogo truda zna se da su u Puli pokopani: Q. Gellus Spendophorus, L. Maesius Terentius, Obbelia Maxima, Iulia Mellissa, dvogodišnja djevojčica Geminia Hygia, Titia Eutychia, Caeporia Chresima i mnogi drugi.
Među brojnim otkrivenim nadgrobnim spomenicima nalazile su se stele, are, cipusi i ostali tipovi spomenika. Velik dio je nepovratno izgubljen jer su u stoljećima koja su uslijedila iskorišteni u gradnji novih kuća i ulica. Niz zapisa s ovih spomenika ipak je spašen zahvaljujući fratru Antoniju Lavezzariju koji je od 1671. do 1707. godine marljivo zapisivao nađene tekstove prije no što su nepovratno izgubljeni ugrađivanjem u temelje novih kuća i u zvonik pulske katedrale.
Do sada je nađen i mali broj sarkofaga dok je najmonumentalniji tip grobnog spomenika (mauzolej) otkriven kraj Dvojnih vrata te se i danas vide njegovi osmerokutni temelji na kojima se nalazio ostatak mauzoleja.